# Brother Isle
Brother Isle är en ö i Storbritannien.   Den ligger i kommunen Shetlandsöarna och riksdelen Skottland, i den norra delen av landet, 1 000 km norr om huvudstaden London, mellan Storbritannien och Norge. Brother Isle ligger norr om Central Mainland, öster om North Mainland, väster om Yell, i Yellsundet. Arean är 0,40 kvadratkilometer. 

## Etymologi
Namnet Brother Isle kan tydas som fornnordiska med betydelsen bredare ö, med mer specifikt betydelsen «bred strandö». 

## Geografi
Terrängen på Brother Isle är mycket platt. Öns högsta punkt är 20 meter över havet. Den sträcker sig 0,9 kilometer i nord-sydlig riktning, och 0,9 kilometer i öst-västlig riktning.

## Geologi
Berggrunden på ön består av gnejs och kvartsit.

## Historia
Det har stundom varit trott att ordet "brother" i Brother Isle skulle tydas som «broder». Detta med hänvisning till culdeemunkarna som ofta bosatte sig på liknande mindre öar, men i detta tillfället finns det inte något bevis för att detta har skett. Eftersom ön bara har en storlek på 40 hektar och är omgiven av starka tidsvattenströmmar som gör det svårt att gå i land, verkar det mindre troligt att ön någon gång har varit befolkad. Ön har likväl varit bosatt fram till 1820-årtiondet, siste gången av bröderna Tulloch. Detta har också gjort att det felaktigt har funnits en tro om att ön är uppkallad efter dem. 
2004 byggdes det en fyr på ön.